# Six Pack (Band)

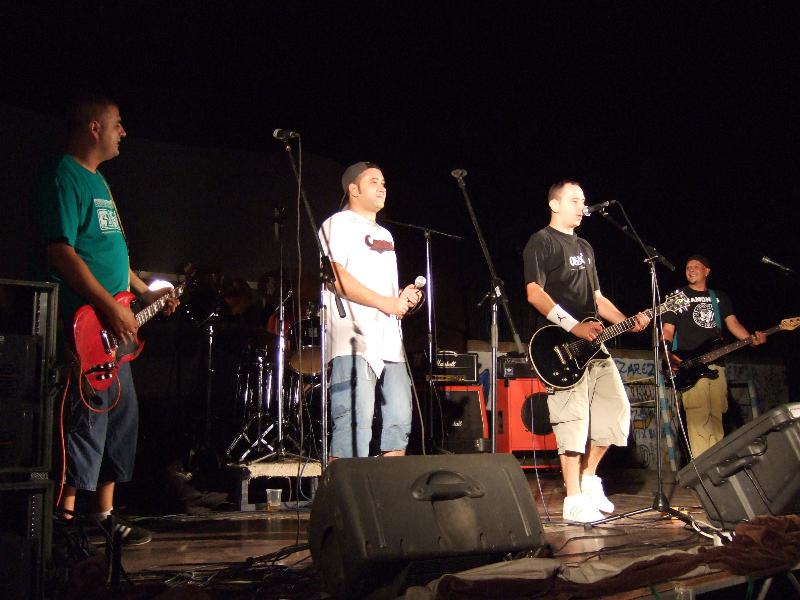
Punkband Six Pack (2017)

Six Pack ist eine serbische Punkband, die 1994 in Smederevska Palanka gegründet wurde.
Das erste Album der Band erschien 1995, vier weitere folgten bis 2007. Aufgetreten ist sie bis jetzt in den Ländern des ehemaligen Jugoslawiens sowie in Griechenland und den Niederlanden.

## Diskografie
Studio-Alben
- 1995: Pretnja ili molitva?
- 1996: Fabrička greška
- 2000: Minut čutanja
- 2004: Musique
- 2007: Discover